# カノンロック
『カノンロック』（Canon Rock）は、台湾の音楽家・作曲家であるJerryC（ジェリーシー）による『ヨハン・パッヘルベルのカノン』のネオクラシカルメタルアレンジ作品である。JerryCがこの曲を演奏するビデオをオンラインに公開した後、インターネットで有名になった。この演奏は新聞、雑誌、テレビ番組で特集された。『カノンロック』はYouTubeやGoogle Videoなどの様々なインターネットコミュニティにおいて数多くカバー演奏されている。このアレンジ作品は2週間で作成された。YouTubeでは、funtwoによるカバーが最も有名で、その他の著名なカバーにはLearz、MattRachによるバージョンがある。数多くの他のギタリストがこの作品をカバーし、どのカバーが最も優れているか議論されている。13歳から80歳までの幅広い年代が『カノンロック』をカバーしている。ヴァイオリンやピアノなど、エレキギター以外の楽器でもカバーされており、携帯電話を使用してカバーしたものもあるJerryCはアマチュア演奏家に『カノンロック』を指導している。